# Älggölen (Malexanders socken, Östergötland)
Älggölen är en sjö i Boxholms kommun i Östergötland och ingår i Motala ströms huvudavrinningsområde.